# 다누시마루역
다누시마루역(일본어: 田主丸駅)은 일본 후쿠오카현 구루메시에 있는 규슈 여객철도 규다이 본선의 역이다. 상대식 승강장 2면 2선의 구조를 갖춘 지상역이다.
역 건물이 갓파 모양을 하고 있다.

## 타는 곳
| 북쪽 (역사 측) | ■ 규다이 본선 | (하행) | 히타 ・유후인 방면 |
| 남쪽           | ■ 규다이 본선 | (상행) | 구루메 방면        |

## 이용 현황
- 2011년도의 1일 평균 승차 인원은 560명이다.

## 역 주변
- 구루메 시청 다누시마루 종합지소
- 다누시마루 주오 병원

## 역사
- 1928년 12월 24일 : 일본 철도성(일본국유철도)의 역으로서 개업.
- 1984년 : 화물역 폐지
- 1987년 4월 1일 : 일본국유철도 분할 민영화에 의해 규슈 여객철도가 승계.

## 인접 역
| 규다이 본선              | 규다이 본선   | 규다이 본선              |
| ------------------------ | ------------- | ------------------------ |
| 지쿠고쿠사노 구루메 방면 | ■ 규다이 본선 | 지쿠고요시이 오이타 방면 |